# 12369 Pirandello
12369 Pirandello eller 1994 CJ16 är en asteroid i huvudbältet som upptäcktes den 8 februari 1994 av den belgiske astronomen Eric W. Elst vid La Silla-observatoriet. Den är uppkallad efter nobelpristagaren Luigi Pirandello.
Asteroiden har en diameter på ungefär 4 kilometer och den tillhör asteroidgruppen Duponta.